# Ertuğrul Erdoğan
Ertuğrul Erdoğan (18 ottobre 1968) è un allenatore di pallacanestro turco.